# ルーカス教会 (ドレスデン)
ルーカス教会（ルーカスきょうかい、ドイツ語: Lukaskirche）はザクセン州 ドレスデン南郊地区にある福音主義教会である。ルーカス教会共同体がここでルター派礼拝をおこなっている。教会堂の外観はネオルネッサンス建築であるが、会堂内に関しては当初からユーゲント・シュティールでまとめられていた。
この教会堂はクラシック音楽 CDの録音会場として世界的に知られているが、同時に、ルーカス教会共同体（約3200人）にとっての重要な礼拝施設でもある。

## 歴史

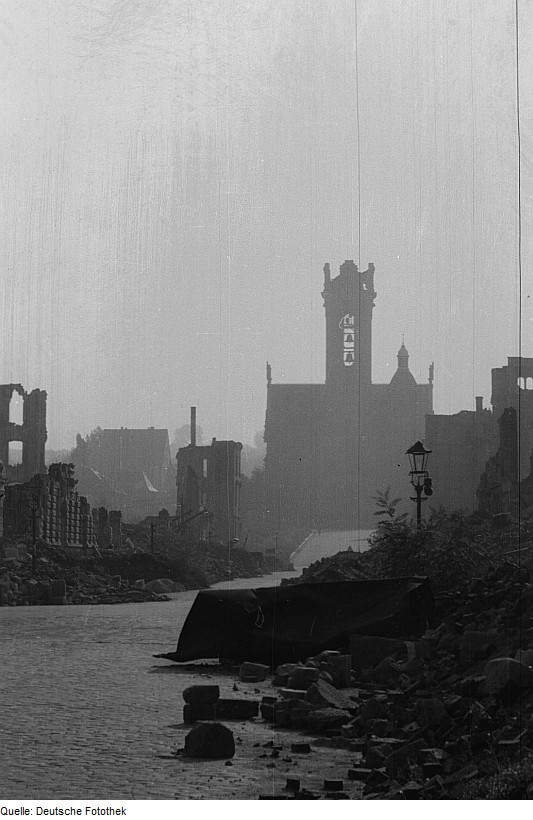
アンドレアス＝シューベルト通りから見た空襲後のルーカス教会の廃墟（1946年）

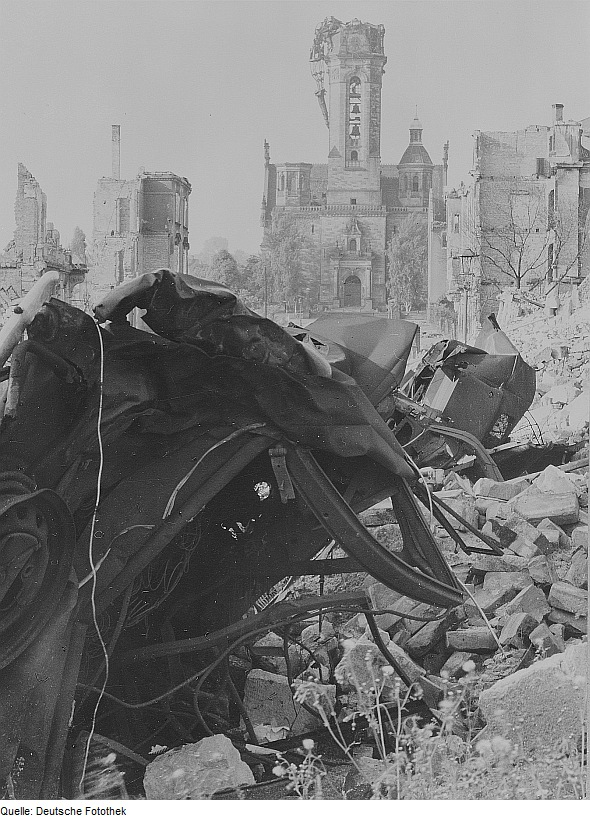
空襲後の瓦礫が散乱しているルーカス教会の北側

福音書記者ルカの名にちなむドレスデンのルーカス教会は1889年から1903年までの間、ライプツィヒのゲオルグ・ヴァイデンバッハ設計事務所のプランで建築された。1908年から1933年までの間、 ルーカス教会の牧師はドイツ皇帝ヴィルヘルム2世の宮廷で皇太子の教育係だった宮廷説教者ヨハネス・ケスラーであった。
国家社会主義時代のルーカス教会では、親ナチスのドイツ的キリスト者の路線を支持した牧師だけでなく、反ナチスの告白教会に属して秘密国家警察に監視されていた牧師も在職していた。
1945年2月13日のドレスデン爆撃によって、教会堂は大きな被害を受けた。会堂内部は完全に焼失し、特徴のある南側尖塔先端部も破壊された。その結果、教会堂は長期間使えない状態になった。
1948年から1970年までの東独社会主義時代において、ヴァルター・フォイリッヒがルーカス教会共同体牧師として在職していた。彼はドイツ民主共和国・ドイツ福音主義教会連盟（Bund der evangelischen Kirchen in der DDR）内で「社会主義の中にある教会」路線を担った代表的牧師の1人であった。「社会主義の中にある教会」路線とは東独という国家の存在を否定せずに認め、キリスト教会とキリスト者は東独社会主義国家と共に生きることを主張した。さらに、社会主義国家とキリスト教会が共に責任を担うことでもあり、その結実として1978年にはエーリッヒ・ホーネッカーと東独教会代表の友好的会談がおこなわれた。なお、この東独教会の「社会主義の中にある教会」路線にはドイツ社会主義統一党（SED）への政治的迎合に過ぎないとの批判がドイツ国内にあった。
1972年以降、この教会堂はルーカス教会共同体のルター派礼拝に再び使用されるようになった。

## クラシック音楽録音スタジオとしてのルーカス教会

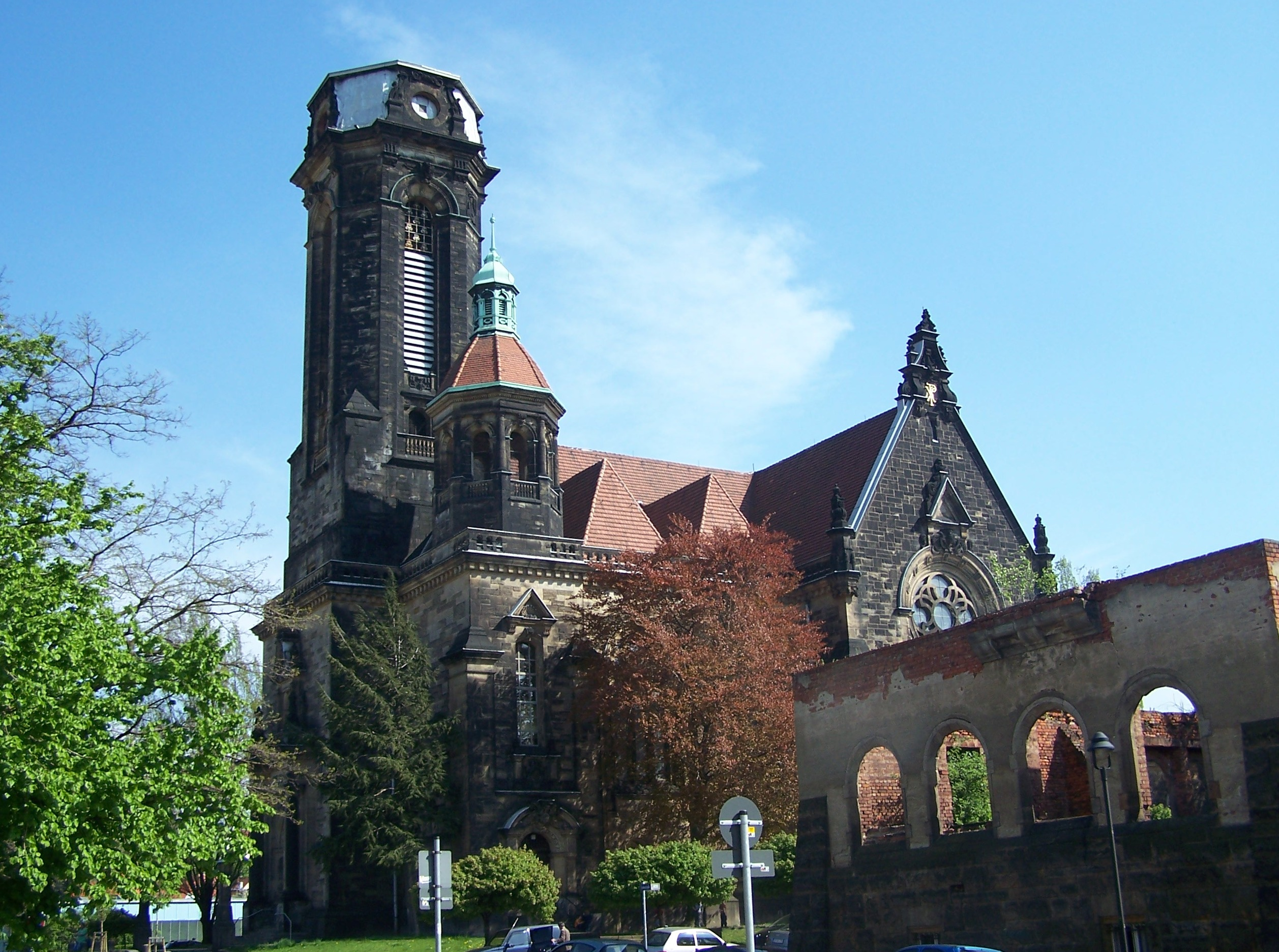
ドレスデン・ルーカス広場から見たルーカス教会（2008年）

1950年代末、この教会堂においてオーケストラ（ドレスデン・シュターツカペレ）の練習会場、レコード録音のための会場としての使用が開始された。1964年から1972年まで、ドレスデンの建築家ヘルベルト・ブルクハルトの指導の下で、ドイツ・シャルプラッテンのクラシック音楽録音スタジオとして教会堂の改築が国費を投入しておこなわれた。ドイツ・シャルプラッテンは東独唯一のレコード制作人民公社であり、ルーカス教会の会堂改築は国策として進められた。
ここでヘルベルト・フォン・カラヤン、カール・ベーム、カルロス・クライバー、 ヘルベルト・ブロムシュテットら西側指揮者によるドレスデン・シュターツカペレの録音がおこなわれた。テオ・アダム 、ペーター・シュライアー等の声楽歌手もここでの録音に参加した。ここで録音されたドイツ・シャルプラッテンのレコードやCDのデータには「ドレスデン・ルカ教会」あるいは「Lukas Kirche, Dresden, DDR」にて録音とクレジットされていた。録音会場としての賃貸収入は教会の財政を支えることになり、会堂の整備にも用いられた。